# إي. جي. غرين
إي. جي. غرين (بالإنجليزية: E. G. Green)‏ هو لاعب كرة قدم أمريكية أمريكي، ولد في 28 يونيو 1975 في فورت والتون بيتش في الولايات المتحدة.

## وصلات خارجية
- إي. جي. غرين على موقع مرجع كرة القدم المحترفة.كوم (الإنجليزية)